# Diacetil
A diacetil (IUPAC: butándion vagy bután-2,3-dion) vicinális diketon, a legegyszerűbb kétértékű keton. Képlete: CH3−CO−CO−CH3.

## Szerkezete
Más 1,2-diketonokhoz hasonlóan szerkezeti sajátossága a két karbonilcsoport közötti hosszú C−C kötés, mely az buta-1,3-diénben mért 145 pm-rel szemben 154 pm. A nagyobb kötéstávolság a két polarizált karbonil szénatom közötti taszításnak tulajdonítható.

## Előállítása
Iparilag a bután-2,3-diol dehidrogénezésével állítják elő, acetoin köztiterméken keresztül.

## Felhasználása
A diacetil a természetes vajaroma egyik összetevője, azonkívül az erjedés egyik mellékterméke. Előfordul a vajban, valamint az alkoholtartalmú italokban.
A szintetikus diacetil mesterséges vajaroma, élelmiszer-adalékanyagként alkalmazzák a margaringyártásnál, valamint a pattogatott kukorica ízesítésénél és illatosításánál.

## Biztonságtechnikai információk
Előállítása rendkívüli óvintézkedéseket igényel, a munkásoknak maszkkal kell dolgozniuk, mert koncentrált állapotban megtámadja a szemet és a légutakat. Kis mennyiségének huzamosabb ideig történő belélegzése gyógyíthatatlan tüdőbajt okoz, melyet csak tüdőátültetéssel lehet orvosolni.
Amerikában „pattogatott kukoricát gyártó munkások tüdőbajának” ("Popcorn Worker's Lung") nevezik, mivel főképp a pattogatott kukorica gyártásában részt vevő munkások betegednek meg ebben a gyógyíthatatlan betegségben.

## Külső hivatkozások
- http://www.merck-chemicals.com/hungary/diacetil/MDA_CHEM-803528/p_HMKb.s1LnGcAAAEWhuEfVhTl
- https://web.archive.org/web/20120814002310/http://defendingscience.org/case-studies/diacetyl-background
- Interaktív 3D-molekulamodell[halott link]

## Fordítás
- Ez a szócikk részben vagy egészben  a   Diacetyl című angol Wikipédia-szócikk fordításán alapul.  Az eredeti cikk szerkesztőit annak laptörténete sorolja fel. Ez a jelzés csupán a megfogalmazás eredetét és a szerzői jogokat jelzi, nem szolgál a cikkben szereplő információk forrásmegjelöléseként.